# Figuren aus dem DC-Universum
Die Liste der Figuren aus dem DC-Universum behandelt bekannte, fiktive Personen und Gruppen aus dem Comic-Universum des US-amerikanischen Comicverlages DC Comics.

## Superhelden

### Abin Sur
Abin Surs erstes Auftreten war 1959 in Showcase #22.
Er war ein Außerirdischer und Mitglied des Green Lantern Corps, bis er nach dem Absturz seines Raumschiffes durch einen Angriff des Wesens Legion auf der Erde verstarb. Zuvor übergab er jedoch seinen Green-Lantern-Ring an Hal Jordan und rekrutierte ihn so zur Green Lantern.
Im Green-Lantern-Film aus dem Jahr 2011 wird Abin Sur von Temuera Morrison dargestellt.

### Alexei Luthor
Alexei Luthor ist das Gegenstück von Lex Luthor auf Erde-3.
Erde-3 ist ein Spiegeluniversum, in dem die eigentlichen Superhelden die Bösewichte sind und die eigentlichen Superschurken die Helden. Alexei Luthor ist daher ein Superheld. Sein Erzfeind ist das kriminelle Spiegelbild Supermans, der in dieser Version Ultraman heißt.

### Amazing Man

#### Amazing Man I
Amazing Man wurde in den 1980ern von Roy Thomas als Hommage auf Bill Everetts Golden Age-Charakter John „Amazing-Man“ Aman ersonnen. Seinen ersten Auftritt hatte Amazing Man Will Everett 1983 in All-Star Squadron #23.
Der Afroamerikaner Will Everett erlangte durch einen Unfall bei den Olympischen Spielen 1936 die Fähigkeit, die Eigenschaften aller Gegenstände, die er berührte, zu imitieren.

#### Amazing Man II
Will Everett Junior entwickelte dieselben Fähigkeiten wie sein Großvater und wurde ein Mitglied der Justice League of America (JLA), dt. auch Gerechtigkeitsliga. Seinen ersten Auftritt hatte er 1994 in Justice League of America #86.

#### Amazing Man III
Der dritte Amazing-Man ist Markus Clay. Er agiert von New Orleans, Louisiana aus. Er ist Will Everetts anderer Enkel und der Cousin von Will Everett III. Markus war ein Mitglied der Justice Society of America (JSA), bis er sich aus ihr zurückzog und plante, ein eigenes Team zu gründen. Seinen ersten Auftritt hatte er im Jahr 2000. Erschaffen wurde er von Autor Geoff Johns und Zeichner Dale Eaglesham.

### Ambush Bug
Ambush Bug wurde zu Beginn der 1980er Jahre von Autor Keith Giffen kreiert, die Intention war einen Charakter zu schaffen, der zum Teil Parodie auf das Superhelden-Genre ist. Ambush Bug ist einer der wenigen Superhelden, der die Vierte Wand durchbrechen kann. Er hatte seinen ersten Auftritt 1982 in DC Comics Presents #52.
Irwin Schwab, ein Außerirdischer, der zunächst ein eher nervender Feind einiger Superhelden ist, später aber selbst einer wird.

### Andrew Bennett, I … Vampire
Andrew Bennett ist ein Mensch, der 1591 in einen Vampir verwandelt wurde. Er verwandelte seine Liebe Mary Steward ebenfalls in einen Vampir. Sie wurde jedoch von der Macht korrumpiert und versucht mit ihrem Kult, dem Blood Red Moon, die Weltherrschaft an sich zu reißen. Bennet versucht, seinen Fehler wieder gut zu machen, indem er sie bekämpft.
Er hatte seinen ersten Auftritt 1981 in House of Mystery #290.

### Andromeda
Die Superheldin Andromeda, mit wahrem Namen Laurel Gand, ist Mitglied der Legion der Superhelden.
Ursprünglich wurde sie nach der Krise als Ersatz für Supergirl geschaffen, unterscheidet sich aber stark von ihr. Ihr erster Auftritt war 1990 in Legion of Super-Heroes #5.

### Animal Man
Animal Man ist der Held der gleichnamigen Comicserie, die zwischen 1988 und 1995 erschien. Seinen ersten Auftritt hatte er 1965 in Strange Adventures #180.
Bernhard „Buddy“ Baker wurde zum Animal Man, als er sich in der Nähe eines explodierenden Raumschiffes befand. Er erhielt so die Kraft, sich die Fähigkeiten von Tieren zu borgen.
Buddy Baker ist ein Mitglied der vergessenen Helden.

### Aquagirl

#### Aquagirl I
Das erste Aquagirl war Lisa Morel. Sie hatte 1959 ihren ersten Auftritt in Adventure Comics (Vol.1) #266.
Sie hatte die Fähigkeit, unter Wasser zu atmen, und war telepathisch veranlagt. Sie machte sich ein Kostüm, das dem Aquamans ähnelte, und wurde zu Aquagirl. Ihre Fähigkeiten erwachten jedoch erst, wenn sie in Gefahr war, und waren insgesamt nicht von Dauer. Sie hat ihre Kräfte dauerhaft verloren und konnte somit nicht weiter in ihrer Identität als Aquagirl aktiv sein.

#### Aquagirl II
Das zweite Aquagirl war Selena. Sie hatte 1963 ihren ersten und bisher auch letzten Auftritt in World’s Finest (Vol.1) #133. Nach ihrem kurzen Gastspiel ist sie nie wieder aufgetaucht.

#### Aquagirl III
Das dritte Aquagirl war Tula. Sie hatte ihren ersten Auftritt 1967 in Aquaman (Vol.1) #33. In der von Bob Haney erdachten Geschichte wurde sie von Nick Cardy gezeichnet.
Tula hat die Fähigkeiten unter Wasser zu atmen, den Druck in der Tiefsee auszuhalten, kann 160 km/h schnell schwimmen und ist übermenschlich stark.
Tula war das erste Aquagirl, das sich länger im DC-Universum hielt.

#### Aquagirl IV
Das vierte Aquagirl war Lorena. Sie hatte ihren ersten Auftritt 2004 in Aquaman (Vol.4) #15. In der von Will Pfeifer erdachten Geschichte wurde sie von Patrick Gleason gezeichnet. Wie schon ihre Vorgängerinnen kann auch sie unter Wasser atmen und dem Druck der Tiefsee standhalten.

### Aqualad
Aqualad, mit wahrem Namen Garth, hatte seinen ersten Auftritt 1960 in Adventure Comics #269. In der von Robert Bernstein geschriebenen Geschichte wurde Aqualad von Ramona Fradon gezeichnet.
Siehe Abschnitt: Tempest III

### Aquaman
Aquaman, mit richtigem Namen Arthur Curry, ist der Sohn des Menschen Tom Curry und Atlanna, einer Bewohnerin von Atlantis.

### Arrowette
Arrowette, mit richtigem Namen Cissie King-Jones hatte 1997 ihren ersten Auftritt in Impulse #28.
Sie ist die Tochter von Bonnie King (alias Miss Arowette) und dem an einer Lebensmittelvergiftung gestorbenen Bernell Jones. Sie ist eine begnadete Bogenschützin und war Mitglied von Young Justice, bevor sie ihr Superheldendasein aufgab.
Später gewann sie bei den Olympischen Spielen eine Goldmedaille.

### Arsenal
Arsenal, mit wahrem Namen Roy William Harper Jr., hatte seinen ersten Auftritt 1941 in More Fun Comics #73.
Roy William Harper Jr. wurde von Indianern großgezogen, später von Oliver Queen (Green Arrow (I)) aufgenommen und wurde dessen Begleiter, Speedy. Als er erwachsen wurde, schuf er sich mit Arsenal seine eigene, unabhängige Superheldenidentität.
Im Gegensatz zu seinem Mentor ist er ein Experte für jegliche Schusswaffen, nicht nur für Pfeil und Bogen. Er hat eine kleine Tochter namens Lian, die er alleine großzieht. Er ist ein Gründungsmitglied der Teen Titans. Zurzeit ist er in seiner neuen Identität als Red Arrow in der Justice League of America, dem Nachfolger der Justice Society of America, aktiv.
Es gibt drei weitere DC-Charaktere mit dem Namen Arsenal. Sie tauchten vor dem oben beschriebenen Arsenal auf, hatten jedoch jeweils nur kurze Auftritte. Der erste alias Nicholas Galtry 1965 in Doom Patrol #100, der zweite 1967 in Doom Patrol #113, und der dritte 1981 in Adventure Comics #485.

#### Gegenwart
Der neuste Arsenal (Roy Harper) kam in der Serie Arrow (2013–2016) vor. Anders als der ursprüngliche wohnte Roy Harper in den Glades in Star City und war arm. Um Arrow zu schützen, gibt er sich als dieser aus und täuscht seinen Tod vor.

### Atom

#### Atom I
Der erste Atom war Albert „Al“ Pratt. Er hatte seinen ersten Auftritt 1940 in All-American Comics. Er wurde in der von Bill O'Connor geschriebenen Geschichte von Ben Flinton gezeichnet.
Al Pratt war Mitglied der JSA.

#### Atom II
Der zweite Atom war Raymond „Ray“ Palmer. Er hatte seinen ersten Auftritt 1961 in Showcase #34. In der von Gardner Fox geschriebenen Geschichte wurde er von Gil Kane gezeichnet.
Ray Palmer hat die Fähigkeit seine Körpergröße und -masse willentlich zu ändern. Er dient der JLA als Berater.
Er täuschte seinen eigenen Tod vor und verschwand so vorübergehend aus den Comics. Erst nach dem Tod seines Nachfolgers Adam Cray kehrte er zurück.

#### Atom III
Der dritte Atom war Adam Cray. Er hatte seinen ersten Auftritt 1990 in Suicide Squad (Vol.1) #44 und wurde von John Ostrander geschaffen. Er hatte dieselben Fähigkeiten wie sein Vorgänger.
Er wurde ermordet, woraufhin Ray Palmer (Atom II) – der bis dahin für tot gehalten wurde – zurückkehrte.

#### Atom IV
Der vierte Atom ist Ryan Choi. Er hatte seinen ersten Auftritt 2006 in Brave New World. Er basiert auf der Überarbeitung von Grant Morrison und ist derzeit in der Comicreihe The All-New Atom, die von Gail Simone geschrieben wird, der neue Atom. Auch er verfügt über dieselben Fähigkeiten wie Ray Palmer (Atom II).

#### TV-Serien (seit 2014)
Atom alias Ray Palmer kam/kommt in den TV-Serien Arrow (2014–2015), The Flash (2015–2016) und Legends of Tomorrow (seit 2016) vor. Er wird von Brandon Routh gespielt. Ray Palmer war in Arrow ein reicher Geschäftsmann und CEO von Palmer Technologies. Anders als Atom II hat er keine Superkräfte, sondern benutzt einen selbstentwickelten Exo-Anzug. Als er eine neue Funktion seines Anzugs testet, verursacht er versehentlich eine Explosion, die ihn zur Miniaturgröße schrumpft. Da er nicht in der Lage ist, nach Hilfe zu rufen, vermuten seine Freunde, er sei tot.

### Atom Smasher
Atom Smasher heißt mit bürgerlichem Namen Albert Rohstein. Seinen ersten Auftritt hatte er 1983 noch unter dem Namen Nuklon in All-Star Squadron #25.
Albert Rohstein ist das Patenkind von Al Pratt (Atom I). Albert Rohstein, besitzt Superstärke und die Fähigkeit, seine Molekularstruktur zu verändern.
Er war ein Mitglied der Justice League of America. Sein früherer Name ist Nuklon.
Vor einigen Jahren hat er mit anderen Helden die Justice Society of America wieder belebt.

### Azrael
Jean-Paul Valley, ein Student in Gotham, wusste nicht, dass er aus einer langen Dynastie von Auftragsmördern des Orden von St. Dumas, einer Geheimgesellschaft, stammt. Sein Training und seine Konditionierung begannen schon, bevor er geboren wurde.
Jean-Paul wurde im Reagenzglas gezeugt, seine Gene wurden mit denen von Tieren vermischt, und er erhielt seine ganze Kindheit über eine Gehirnwäsche. Erst als er die Rolle seines Vaters als Azrael übernehmen sollte, erfuhr er von seiner Bestimmung. Er lehnte ab.
Nachdem Bane Batman das Rückgrat gebrochen hatte, nahm Azrael Batmans Platz ein und besiegte Bane. Allerdings wurde er mit der Zeit immer gewalttätiger und war schließlich dazu bereit, einen Schurken zu ermorden. Im Zweikampf mit dem wieder genesenen originalen Batman unterlag er. Daraufhin verließ Jean-Paul Gotham und nahm wieder seine Identität als Azrael an.
Er versucht immer wieder, den Respekt und die Anerkennung Batmans zu erlangen. So ist er eine wichtige Figur in dem Mehrteiler „Die Seuche“ und hilft Batman und Robin, diese Gefahr zu bekämpfen. Seine Methoden sind jedoch nach wie vor manchmal altmodisch und unkonventionell.
In dieser Inkarnation hatte Azrael seinen ersten Auftritt 1992 in Batman: Sword of Azrael #1. Zuvor gab es jedoch bereits zwei DC-Figuren mit dem Namen Azrael, und der hier beschriebenen Figur folgten noch drei weitere mit diesem Namen.

### Batman
Batman wurde von Bob Kane und Bill Finger erfunden und erschien das erste Mal im Mai 1939 in Detective Comics #27. Sein Haupteinsatzgebiet ist die fiktive Stadt Gotham.

### Batmaus
Die Batmaus (original: Bat-Mite) ist ein Imp, ähnlich wie Supermans Nervensäge Mr. Mxyzptlk. Seinen ersten Auftritt hatte Batmaus 1959 in Detective Comics #267.
Er erscheint als kindgroßer Mann in schlecht sitzendem Batman-Kostüm mit einem Blitz anstelle eines Fledermaussymbols. Er besitzt quasi unendliche magische Kräfte und stammt aus einer anderen Dimension, in der die DC-Helden verehrt werden.
Auch diese Figur wurde von Julius Schwartz aus den Comics entfernt. Sein Weiterbestehen nach der Krise der Parallelerden ist unklar, allerdings gab es später ein Aufeinandertreffen zwischen Bat-Mite und Mr. Mxyzptlk, in dessen Verlauf fast alle DC-Universen vernichtet wurden, die es gibt und gab.
In der Comic-Serie Superman/Batman taucht Batmaus wieder gemeinsam mit Mr. Mxyzptlk auf, und sie setzen ihre teuflischen Spielchen fort.

### Batwoman

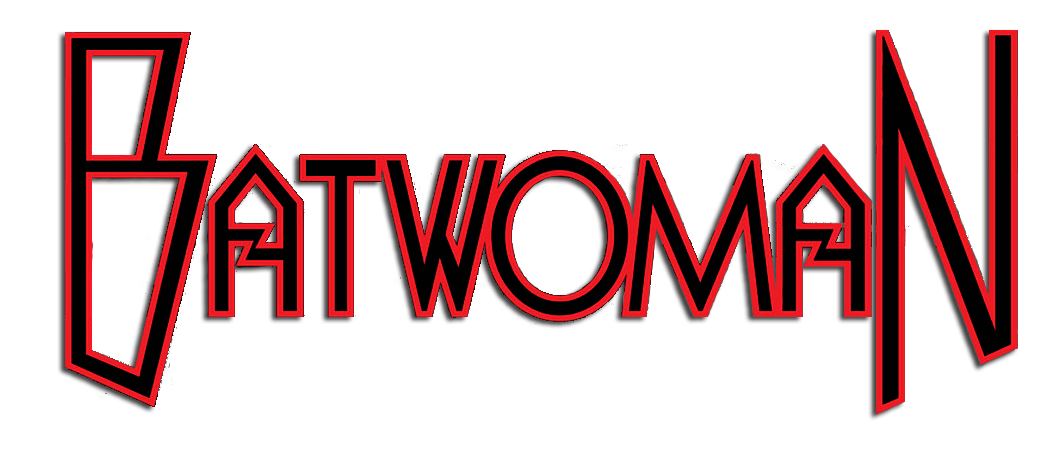
Logo der Batwoman-Comics (2011)

Batwoman ist das weibliche Pendant zu Batman und heißt im wahren Leben Kathy Kane und kurzzeitig auch Barbara Gordon. Ihren ersten Auftritt hatte Batwoman 1956 in Detective Comics #233. Geschaffen wurde sie von Bob Kane und Sheldon Moldoff.
Der Charakter Kathy Kane überstand die Krise nicht mit der Zweitrolle als Batwoman. Kathy wurde von der League of Assassins und dem Bronze Tiger getötet.
2006 wurde Kate Kane als neue Batwoman eingeführt. Ihren ersten Auftritt hatte die homosexuelle Superheldin in US-52 #7.
Mit der Fernsehserie Batwoman erhielt die Figur 2019 eine Realfilmadaption.

### Batzarro
Batzarro ist eine verzerrte Version von Batman, ähnlich wie Bizarro eine von Superman ist. Seinen ersten Auftritt hatte Batzarro so auch nicht in den Batman-Comics, sondern sein Schatten tauchte zuerst 2002 in Superman #181 auf. Den ersten kompletten Auftritt hatte Batzarro 2005 in Superman/Batman #20. Geschaffen wurde er von Jeph Loeb.

### B'dg
B'dg („Badge“ gesprochen) hatte seinen ersten Auftritt 2005 in Green Lantern (Vol.3) #4. Er wurde von Geoff Johns geschaffen.
B'dg ist ein humanoides Eichhörnchen vom Planeten H'lven und befindet sich in der Ausbildung beim Green-Lantern-Corps, bei dem er die Verantwortung für den Sektor 1014, die zuvor der Green Lantern Ch'p oblag, trägt. Er verfügt somit über einen Power-Ring und damit über dieselben Fähigkeiten wie beinahe jede Green Lantern.

### Beast Boy
Beast Boys eigentlicher Name ist Garfield Mark „Gar“ Logan. Seinen ersten Auftritt hatte Beast Boy 1965 in Doom Patrol (Vol.1) #99.
Beast Boy ist ein grünhäutiger und grünhaariger Formwandler. Das Serum des grünen Affen, das Gars Krankheit Sakutia heilte, bewirkte als Nebeneffekte seine grüne Haut, die grünen Haare und seine besondere Fähigkeit: Er kann die Form eines jeden Tieres annehmen.
Er wurde von den Mitgliedern der Doom Patrol Elasti-Girl und Mento adoptiert und trat den Titans West und später den New Teen Titans bei. Zu der Zeit gab er sich selbst den Namen Changeling und es entwickelte sich eine enge Freundschaft zu seinem Team-Kollegen Cyborg.
Beast Boys Jovialität und positive Einstellung ist meist nur Fassade: Seine leiblichen Eltern sind weg, sein Stiefvater verrückt geworden, und seine Mutter und die Doom-Patrol tot, genauso wie viele andere seiner früheren Team-Mitglieder.

### Big Barda
Big Barda hatte ihren ersten Auftritt 1971 in Mister Miracle (Vol.1) #4. Sie wurde von Jack Kirby erschaffen und gezeichnet.
Big Barda ist die Ehefrau von Mr. Miracle. Beide sind vom Planeten Apokolips geflohen und haben sich den New Gods angeschlossen. Barda war ein Mitglied der Female Furies (dt: weiblichen Furien).
Big Bardas Fähigkeiten sind übermenschliche Körperkraft, Ausdauer und Beweglichkeit. Darüber hinaus ist sie, theoretisch, unsterblich.

### Big Sir
Big Sir, Bürgerlicher Name Dufus P. Ratchet, hatte seinen ersten Auftritt 1984 in The Flash (Vol.1) #338 (dt. auch: Der Rote Blitz).
Dufus hat eine missgeformte Gehirndrüse, die ihn zu unglaublicher Größe anwachsen, aber mental zurückbleiben lässt. Im späteren Verlauf seiner Geschichte bekommt er eine High-Tech Kampfrüstung von Monitor. In seiner Laufbahn wurde er aufgrund seines Handicaps von verschiedenen Superschurken manipuliert und für ihre Zwecke eingespannt.

### Black Alice
Black Alice, mit wirklichen Namen Lori Zechlin, ist eine von Gail Simone, Joe Prado und Ed Benes geschaffene Superheldin. Ihren ersten Auftritt hatte sie 2005 in Birds of Prey #76.
Lori fand als Teenager ihre an einer Überdosis Drogen gestorbene Mutter in ihrem Pool. Zu dieser Zeit stellte sie fest, dass sie die magischen Kräfte anderer „borgen“ kann. In ihrer Panik drehte sie fast durch und begann schließlich ihren persönlichen Rachefeldzug gegen Drogendealer.

### Black Canary

#### Black Canary I
Black Canary heißt im wahren Leben Dinah Drake. Ihren ersten Auftritt hatte Dinah Drake 1947 in Flash Comics #86. Sie wurde von Robert Kaningher und Carmine Infantino geschaffen.
Ursprünglich war sie eine Verbrechensbekämpferin ohne Superfähigkeiten, erhielt später jedoch den canarien cry (etwa: „Kanarien-Schrei“), der ihre Stimme zur Schallwaffe macht.
Die eigentlich schwarzhaarige Floristin Doiane Drake trägt als Black Canary eine blonde Perücke, um ihre Geheimidentität zu verbergen. Im Verlauf ihrer Verbrechensbekämpferkarriere wurde sie ein Mitglied der JSA. Später wurde erklärt, dass sie von der Erde-2 stamme und Larry Lance geheiratet hat. Dieser starb jedoch, als er sich opferte, um ihr das Leben zu retten. Um neu anfangen zu können, reiste Black Canary von Erde-2 zur Erde-1. Hier trat sie der Justice League of America bei.

#### Black Canary II
Die zweite Black Canary, mit echtem Namen Diane Lance, ist die Tochter der ersten Black Canary Dinah Drake und ihres Ehemannes Daniel Lance. Sie übernahm die Superheldenidentität ihrer Mutter. Ihren ersten Auftritt hatte die zweite Black Canary 1983 in Justice League of America #219. Auch sie wurde von Robert Kanigher und Carmine Infantino erdacht.

#### Gegenwart
Die neuste Black Canary (Dinah Laurel Lance) kam/kommt in der Serie Arrow vor. Sie war eine Anwältin und schloss sich der Arrow-Gruppe an, nachdem ihre Schwester Sara Lance starb. Ihren Schrei erlangt sie durch einen „Stimmverzerrer“, der ihren Schrei auf eine andere Frequenz setzt.

### Black Condor

#### Black Condor I
Der erste Black Condor war Richard Grey Jr. Seinen ersten Auftritt hatte dieser Black Condor 1940 in Crack Comics #1. In der von Will Eisner geschriebenen Geschichte wurde er von Lou Fine gezeichnet.
Richard Grey hatte die Fähigkeiten zu fliegen. Diese Fähigkeit übernahm er von einer Rasse superintelligenter Kondore, die ihn aufgezogen hatten. Im späteren Verlauf seiner Geschichte stellte sich heraus, dass ihm die Übernahme dieser Fähigkeit nur als Resultat der Strahlung eines radioaktiven Meteors möglich war.
Er war Mitglied der Freedom Fighters.

#### Black Condor II
Der zweite Black Condor war Ryan Kendall. Seinen ersten Auftritt hatte dieser Black Condor 1992 in Black Condor #1. In der von Brian Augustyn geschriebenen Geschichte wurde er von Rags Morales gezeichnet.
Kendall hatte die Fähigkeit der Telekinese, die er auch dazu benutzte, um zu fliegen. Dazu besaß er begrenzte empathische Fähigkeiten.
Wie bereits der erste Black Condor war er Mitglied der Freedom Fighters.
Black Condor II starb bei der Infinite Crisis im Kampf gegen die Secret Society of Supervillains, als er von Sinestro getötet wurde.

#### Black Condor III
Der dritte Black Condor ist John Trujillo. Er hatte seinen ersten Auftritt in Uncle Sam and the Freedom Fighters #3. In der von Jimmy Palmiotti und Justin Gray geschriebenen Geschichte wurde er von Daniel Acuña gezeichnet.
Von Trujillo ist bisher nur bekannt, dass er fliegen kann und übernatürlich stark und schnell ist.

### Black Flash
Der Charakter Black Flash hatte seinen ersten Auftritt 1998 in Flash (Vol.2) #138. Er wurde von Mark Millar, Pop Mhan und Christ Ivy geschaffen.
Wie Flash kann auch Black Flash superschnell rennen und darüber hinaus die Zeit manipulieren und zwischen den Welten wechseln. Er hat einen leicht zombiehaften Körper und trägt einen schwarzen Anzug mit weißem Kreis auf der Brust, in dem ein roter Blitz abgebildet ist.
Black Flash erfüllt dieselbe Rolle wie Death (die DC-Comicversion der Verkörperung des Todes), wenn auch nur auf Menschen mit Supertempo beschränkt. Diese geleitet er zurück zur „Speedforce“, dem Ursprung ihrer Kräfte. Er wurde beim Tod vom zweiten Roten Blitz Barry Allen während der Krise der Parallelerden gesehen.
Eine weitere Inkarnationen des Todes ist der Black Racer.

### Black Racer
Der Black Racer, im wahren Leben Willie Walker, ist das Äquivalent des Todes in Person der Death unter den New Gods. Seinen ersten Auftritt hatte der Black Racer 1971 in New Gods (Vol.1) #3. Er wurde von Jack Kirby geschaffen und gezeichnet.
Er bewegt sich auf kosmisch aufgeladenen Skiern durch das Weltall. Er kann „phasen“ (feste Objekte passieren), ist (theoretisch) unsterblich und kann den Tod durch eine Berührung hervorrufen.

### Blok
Die auf Silizium basierende Lebensform Blok stammt vom Planeten Dyrad und ist der Letzte seiner Art. Seinen ersten Auftritt hatte Blok 1978 in Superboy #253.
Er hat die Fähigkeit Energie zu absorbieren und somit seinen Körper vorübergehend zu vergrößern. Darüber hinaus verfügt er über Superstärke und -ausdauer.
Von Tharok manipuliert tritt er der League of Super-Assassins bei und attackiert die Legion der Superhelden, der er beitritt, nachdem er die Manipulation durch Tharok abgeschüttelt hatte.

### Bloodwynd
Der Zauberer Bloodwynd schöpft seine Kräfte von den Geistern der Toten, die er aus diesem Grund beschwört. Seinen ersten Auftritt hatte er 1992 in Justice League Spectacular #1.
Er ist der Nachfahre eines afroamerikanischen Sklaven im Besitz von Jacob Whitney. Die Gruppe von Sklaven, der Bloodwynd angehörte, schuf einen magischen Blutedelstein, mit dem sie Whitney tötete. Der Stein wurde von Generation zu Generation weitervererbt, bis Bloodwynd ihn erhielt. Niemand wusste, dass der Stein das Tor zu einer anderen Dimension darstellt, in die der Dämon Rott die Opfer Bloodwynds hineinzieht. Bloodwynd selbst fällt ebendiesem Dämon auch zum Opfer, und der Martian Manhunter wird psychisch von Rott beeinflusst dessen Gestalt anzunehmen und wird von ihm gelenkt. In Form dieser Marionette trat Martian Manhunter der JLA bei. Der Schwindel fiel erst beim Kampf gegen Doomsday (siehe hierzu: Supermans Tod) auf, bei dem Manhunter und Bloodwynd befreit werden konnten.
Später distanzierte sich Bloodwynd immer mehr von seinen Teamgefährten, bis er schließlich aus der Justice League of America austrat.

### Blue Devil
Blue Devil ist der Spezialeffekt-Techniker und Stuntman Daniel Patrick „Dan“ Cassidy. Seinen ersten Auftritt hatte er 1984 in Fury of Firestorm #24. Er wurde in der von Dan Mishkin und Gary Cohn geschriebenen Geschichte von Paris Cullins gezeichnet.
Für den Film Blue Devil konstruierte er für seine Rolle als Spezialeffekt-Techniker ein Kostüm, in das er ein verstärktes Exoskelett und Spezialeffekte einbaute. Bei einem Kampf mit einem echten Dämon wurde er dauerhaft mit seinem Kostüm verbunden und erlangte magische Fähigkeiten. Zunächst versuchte Dan sein normales Leben zurückzugewinnen, fand sich aber schließlich immer mehr mit seinem Superheldendasein ab. Er trat der JLA bei.
Der Dämon Neron bot Cassidy die Chance, ein Filmstar zu werden, zum Preis des Todes eines Freundes. Cassidy aber hinterging Neron und starb während der Hölle auf Erden-Saga. Im Anschluss an diese Storyline wurde er als echter blauer Dämon wiedergeboren. Blue Devil wurde wieder ein Mitglied der Justice League of America, bis zu seinem zweiten Tode durch den Superschurken Mist.
Er hatte zuletzt die Fähigkeiten übermenschlicher Stärke und Ausdauer, übermenschliches Sehvermögen, Gehör und Heilungskräfte. Er war in der Lage Dämonen auf der Erde aufzuspüren und sie in die Hölle zu verbannen. Außerdem ist er ein hochtrainierter Athlet und Kampfsportler.

### Bouncing Boy
Bouncing Boy alias Chuck Taine hatte seinen ersten Auftritt 1961 in Action Comics #276. Er wurde von Jerry Siegel und Jim Mooney geschaffen.
Er ist Mitglied der Legion der Superhelden und hat die Fähigkeit sich wie ein elastischer Ball aufzublähen, aufzuhüpfen und abzuprallen. Die Fähigkeit erlangte er, als er aus Versehen eine Superplastikformel trank.

### Bronze Tiger
Der Superheld Bronze Tiger alias Ben Turner hatte seinen ersten Auftritt 1974 in Dragon's Fists. In der von Dennis O’Neil und Jim Berry geschriebenen Geschichte wurde er von Leo Duranona gezeichnet.
Bronze Tiger ist ein hervorragender Kampfsportler. Er trat nach einer Gehirnwäsche der League of Assassins bei; in dieser Zeit tötete er Batwoman. Nachdem er die Gehirnwäsche hinter sich lassen konnte, wurde er ein Mitglied der Suicide Squad.
Bronze Tiger taucht in der Live-Action Serie Arrow auf. Er wird von Michael Jai White gespielt.

### I … Vampire
Siehe Abschnitt: Andrew Bennett, I … Vampire

### Manchester Black
Manchester Black ist ein Anti-Held, der im Gegensatz zu anderen Superhelden in Betracht zieht, seine Feinde zu töten. Seinen ersten Auftritt hatte Manchester Black 2001 in Action Comics #775. Er wurde von Joe Kelly und Doug Mahnke geschaffen.
Wenig ist über den Hintergrund von Black bekannt. Er spricht mit britisch-englischem Akzent und trägt ein Union-Jack-T-Shirt. Er wurde als Kind von seinen Eltern missbraucht.
Er hat starke telekinetische und telepathische Kräfte.
Manchester Black taucht in der vierten Staffel der Serie Supergirl auf. Er wird von David Ajala gespielt.

### Nightwing
Nach einem Streit mit Batman gab der damalige Robin, Richard John „Dick“ Grayson, seine Robin-Identität auf und wurde zu Nightwing (dt. auch: Nachtfalke). Seinen ersten Auftritt hatte Nightwing 1984 in Tales of the New Teen Titans #44. Die Identität als Nightwing wurde von Marv Wolfman und George Pérez erschaffen.

Im Gegensatz zu Nightwing wurde Dick Grayson als Sidekick von Batman Robin bereits 1940 in Detective Comics #38 eingeführt und vom Batman-Erfinder Bob Kane in Zusammenarbeit mit Bill Finger und Jerry Robinson in Szene gesetzt. Siehe dafür auch: 
Es gibt noch andere DC-Figuren die vorübergehend den Namen Nightwing annehmen, so zum Beispiel eine Zeitlang Power Girl.
Er ist zusammen mit Aqualad, Kid Flash, Speedy und Donna Troy Gründungsmitglied der Teen Titans und war jahrelang Mitglied und Anführer dieser Gruppe.
Nach dem „Tod“ von Batman nahm er die Rolle des „Dunklen Ritters“ an.

### Oracle
Barbara Gordon, Tochter von Gothams Polizeipräsident und Vertrautem von Batman, Jim Gordon, war das zweite Batgirl und ist bis heute das bekannteste. Sie nahm die Identität der Computerspezialistin Oracle (deutsch: Orakel) an, nachdem sie durch einen gezielten Schuss vom Joker, der ihr Rückgrat irreparabel schädigte, ihre Laufbahn als Superheldin aufgeben musste (siehe Batman: Lächeln, bitte!). Sie ist seitdem querschnittsgelähmt und an den Rollstuhl gebunden. Ihren ersten Auftritt als Oracle hatte Barbara im Januar 1989 in US-Suicide Squad #23. Barbara Gordons Identität als Oracle wurde, wie schon ihre Identität als Batgirl zuvor, von Gardner Fox und Carmine Infantino erschaffen.
Mit Hilfe von Richard „Dick“ Grayson (Nightwing) und Bruce Wayne (Batman) schaffte Barbara es, sich nach ihrer Querschnittslähmung ins Leben zurück zu kämpfen, und wurde die „Telefonistin“, die Verbindungsperson und Informations-Brokerin der Superhelden, v. a. der Justice League. In ihrem ersten Fall besiegte sie eine Frau, die dazu fähig war, mit ihren Gedanken in Computer einzudringen. Oracle stellte ihr eine Falle und fing ihre Gedanken in einer Endlosschleife.

### Red Arrow
Siehe Abschnitt: Arsenal

### Roter Blitz
Roter Blitz ist der deutsche Name von (The) Flash.

### Sandman
Sandman, auch Morpheus genannt, ist der Herr der Träume.

### Spectre
→ Siehe Hauptartikel: Spectre

### Speedy

#### Speedy I
Siehe Abschnitt: Arsenal

#### Speedy II
Die zweite Person die die Identität von Green Arrows Begleiter Speedy annahm ist die jugendliche Bogenschützin Mia Dearden. Ihren ersten Auftritt hatte Mia 2001 in Green Arrow (Vol.2) #2. Ihren ersten Auftritt als Speedy hatte sie jedoch erst 2005 in Green Arrow (Vol.2) #44. Sie wurde von Kevin Smith und Phil Hester geschaffen.
Mia ist Mitglied der Teen Titans und einer der wenigen HIV-positiven Charaktere in Comics. Wie Green Arrow hat auch sie eine Auswahl verschiedener Trick- und Spezialpfeile zur Verfügung. Sie ist außerdem eine profilierte Schwert-Kämpferin.

### Starfire

#### Starfire I
Die erste Figur, die den Namen Starfire trug, war Leonid Kovar. Seinen ersten Auftritt hatte er 1968 in Teen Titans #18. Er wurde von Len Wein und Marv Wolfman geschaffen.
Bei seinem zweiten Auftritt 1982 in New Teen Titans #18 änderte er seinen Namen in Red Star, da er wusste, dass mittlerweile jemand anders (Starfire II) den Namen beanspruchte.

#### Starfire II
Die zweite Figur, die den Namen Starfire annahm, war ein weiblicher Champion der außerirdischen Rasse der Sornaii. Sie hatte ihren ersten Auftritt 1976 in Starfire #1. Sie wurde von David Michelinie und Mike Vosburg geschaffen.

#### Starfire III
Die dritte Person, die unter dem Namen Starfire bekannt wurde, ist die außerirdische Koriand'r, auch bekannt unter ihrem irdischen Alias Kory Anders. Ihren ersten Auftritt hatte Koriand'r 1980 in DC Comics Presents #26. In der von Marv Wolfman geschriebenen Geschichte wurde sie von George Pérez gezeichnet. Diese Starfire wird heute als hauptsächliche und bekannteste Trägerin des Namens Starfire angesehen.
Koriand'r ist eine Prinzessin des Planeten Tamaran, der von ihrer Schwester zerstört wurde. Sie war ein Gründungsmitglied der New Teen Titans und ist heute Mitglied der von Cyborg neu gegründeten Teen Titans (Vol. 2).
In der Vergangenheit trat sie den Outsiders bei, deren Anführer Nightwing ein guter Freund von ihr ist, mit dem sie liiert war.
Sie fungiert außerdem als eine Art Kampflehrerin der neuen Titans.
Wie alle Mitglieder ihrer Rasse, ist auch Starfire direkt und ungestüm und folgt stets ihren Gefühlen, wodurch sie oft aufdringlich und impulsiv erscheint. Da Nacktheit auf Tamaran ein wesentlicher Aspekt der Kultur ist, hatte Koriand'r anfängliche Schwierigkeiten sich den Bekleidungssitten auf der Erde anzupassen.
Starfire ist in der Lage zu fliegen, besitzt Superstärke, erhöhte Widerstandsfähigkeit und kann Sonnenenergie aufnehmen und in Form von Energiestrahlen („Starbolts“) aus ihren Händen wieder abgeben.
In der Zeichentrickserie Teen Titans ist sie in einer viel jüngeren Teenager-Version dargestellt.

### Superman
Supermans irdischer Deckname ist Clark Kent, sein Geburtsname ist Kal-El. Er ist der letzte Überlebende des Planeten Krypton. Sein erstes Auftreten war 1938, erfunden von Jerry Siegel und Joe Shuster. Superman wird gemeinhin als Auslöser des Erfolges des Superhelden-Genres und als Prototyp des Superhelden betrachtet.

### Tempest

#### Tempest I
Der erste Held, der den Namen Tempest annahm, war Joshua Clay. Seinen ersten Auftritt hatte er 1977 in Showcase #94. In der von Paul Kupperberg geschriebenen Geschichte wurde er von Joe Staton gezeichnet.
Joshua konnte fliegen und kinetische Energiekugeln verschießen.

#### Tempest II
Der zweite Held, der den Namen Tempest trug, war Christopher Champion, Sohn von Martin Champion und Mitglied des zweiten Atari Force-Teams.
Christopher wurde mit der Fähigkeit geboren ohne Hilfsmittel zwischen den Dimensionen des Multiversums hin und her zu reisen.

#### Tempest III
Der dritte Held, der den Namen Tempest annahm, war Garth. Garth wurde von seinem eigenen Volk als Kind aufgrund seiner violetten Augen ausgesetzt, da diese als schlechtes Omen gelten. Er wurde von Aquaman aufgenommen und wurde zu Aqualad. Als dieser hatte er seinen ersten Auftritt 1960 in Adventure Comics #269 und wurde in dieser Form von Robert Bernstein und Ramona Fradon erschaffen. Als er erwachsen wurde, nahm er die Identität Tempest an. Seinen ersten Auftritt als Tempest hatte Garth 1996. Garths Identität als Tempest wurde von Phil Jimenez geschaffen.
Garth hat die Fähigkeit unter Wasser zu atmen und es durch Erhitzen und Abkühlen zu manipulieren. Er ist außerdem in Zauberei bewandert und hat magisch-mystische Fähigkeiten.

### Wonder Woman
Wonder Woman ist eine der ältesten, noch aktiven, Superhelden und eine der ersten Superheldinnen. Sie wurde auf der Insel Themyscira als Tochter von Hippolyta, der Königin der Amazonen, geboren und trägt als Amazone den Namen Diana, und als US-Staatsbürgerin den Decknamen Diana Prince.

## Superschurken

### Alias the Spider
Tom Ludlow Hallaway ist ein Krimineller, der sich als Superheld tarnt. Sein Sohn Lucas Ludlow-Dalt setzte seine „Karriere“ fort. Die Figur startete ihre dreijährige Karriere 1940 in Crack Comics #1 und wurde von Paul Gustavson geschaffen.

### Amazo
Amazo ist ein von Professor Ivo konstruierter Roboter, um die Justice League of America zu vernichten. Seinen ersten Auftritt hatte der Roboter 1960 in The Brave and the Bold (Vol.1) #30, erdacht wurde er von Comicautor Gardner Fox.
Amazo ist so konstruiert, die Superkräfte der Mitglieder der JLA zu imitieren. Ursprünglich konnte Amazo nur die Kräfte des Original-Gerechtigkeitsliga-Teams nachmachen, in seiner letzten Version konnte er allerdings die Fähigkeiten jedes JLA-Mitglieds erlernen, wenn sich dieses in der Nähe befand oder seine Superkraft eingesetzt hat. Er wurde besiegt, indem Superman die JLA kurzzeitig aufgelöst hat.

### Anomaly
Anomaly ist der Klon des verurteilten Mörders Floyd Barstow. Seinen ersten Auftritt hatte er 1996 in Adventures of Superman.
Anomaly hat die Fähigkeit, sich in jede Substanz zu verwandeln, die er berührt. Er war ein Mitglied der Superman Revenge Squad und von Intergang.

### Ares
Ares ist der Erzfeind von Wonder Woman. Er hatte seinen ersten Auftritt 1942 in Wonder Woman #1. Die Figur basiert auf dem Gott des Krieges, Ares aus der altgriechischen Mythologie.
Er kann sich beispielsweise teleportieren und Gegenstände mit Geisteskraft zerstören.

### Atomic Skull

#### Atomic Skull I
Der erste Atomic Skull war der Forscher Dr. Albert Michaels. Seinen ersten Auftritt hatte er 1976 in Superman #303. Als Atomic Skull trat er zum ersten Mal 1978 in Superman #323 auf. Er wurde von Gerry Conway und Curt Swan geschaffen.
Ursprünglich war er Forscher der S.T.A.R-Labs, bis er an einem scheinbar unheilbaren Nervenleiden erkrankte. Die kriminelle Organisation SKULL heilte dennoch seine Nervenkrankheit, als Nebeneffekt der Prozedur aber erhielt er die Fähigkeit, atomare Strahlen zu emittieren, und wurde so zu Atomic Skull.

#### Atomic Skull II
Der zweite Atomic Skull war Joseph „Joe“ Morton. Seinen ersten Auftritt hatte er 1991 in Adventures of Superman #483.
Joe Morton erlangte durch einen Unfall Superstärke und beinahe vollständige Unverwundbarkeit, allerdings litt seine Intelligenz stark darunter. Im Laufe seines Auftretens bekam er später die Fähigkeit, atomare Geschosse abzufeuern.

### Azazel
Azazel ist ein Dämon aus den Sandman-Comics. Seinen ersten Auftritt hatte Azazel 1989 in Sandman (Vol.2) (The Sandman: Preludes and Nocturnes) #4. Er wurde von Sandman-Erschaffer Neil Gaiman erdacht und basiert auf der biblischen Figur des Wüstendämons Azazel.

### Bane
Bane ist ein Gegner Batmans. Seinen ersten Auftritt hatte Bane 1993 in Batman: The Vengeance of Bane #1. Er wurde von Chuck Dixon, Graham Nolan und Doug Moench geschaffen.
Bane erreicht (s)eine übermenschliche Kraft durch die Einnahme der Droge Venom. Er wurde im Gefängnis geboren und ist mit den Schulden seiner Mutter aufgewachsen und berüchtigt als der Mann, der Batman im Kampf das Rückgrat gebrochen hat, weshalb dieser sich zeitweise von Jean-Paul Valley (Azrael) vertreten lassen musste. Bane wurde dann von Azrael besiegt.

### Baron Bedlam
Baron Bedlam, mit bürgerlichem Namen Frederick DeLamb, hatte seinen ersten Auftritt 1983 in Batman And The Outsiders #1. In der von Mike W. Barr geschriebenen Geschichte wurde er von Jim Aparo gezeichnet.
Frederick DeLambs Vater war als Herrscher des fiktiven Landes Markovia während des Zweiten Weltkrieges von den Nazis eingesetzt worden. Seine Familie musste fliehen, als die rechtmäßigen Herrscher, die Familie Markov, das Land zurückeroberten.
Jahre später nahm Frederick den Namen Baron Bedlam (ein Anagramm seines Nachnamens) an, ermordete König Viktor Markov und eroberte den Thron von Markovia zurück. Er wurde jedoch später im Handlungsstrang vom rechtmäßigen Thronprinzen Brion Markov besiegt, der zum Helden Geo-Force wurde.

### Baron Blitzkrieg
Baron Blitzkrieg ist ein ehemaliger deutscher Nazi-Offizier. Er hatte seinen ersten Auftritt 1977 in World's Finest Comics #246. Er wurde von Gerry Conway und Don Heck erschaffen.
Zum Superschurken wurde Baron Blitzkrieg, nachdem ihm ein Gefangener aus einem Konzentrationslager Säure ins Gesicht gespritzt hatte, woraufhin Forscher mit Baron Blitzkrieg experimentierten und ihm so übermenschliche Stärke und die Fähigkeit zu fliegen verliehen. Er war ein häufiger Feind der All-Star Squadron.

### Bizarro

#### Bizarro I
Der erste Bizarro war der missglückte Versuch Lex Luthors, Superboy zu klonen. Seinen ersten Auftritt hatte Bizarro 1958 in Superboy #68. Die Idee des Bizarros wurde damals von Otto Binder und George Papp entwickelt.
Da Bizarros „Heldentaten“ aber eher destruktiver Natur waren, zogen er und eine Bizarro-Lois auf den Planeten Htrae (earth → englisch für „Erde“ rückwärtsgelesen, was andeutet, dass hier alles verdreht ist). Alle Lebewesen auf diesem Planeten waren Bizarro-Schöpfungen und sahen aus wie unansehnliche Supermen und Loise. Seine einzige Schwäche ist blaues Kryptonit. Zunächst schien er die normalen Fähigkeiten eines Kryptoniers zu haben (genauso wie zunächst der Versuch, Superboy zu klonen, auch geklappt zu haben schien), dann stellte sich jedoch heraus, dass er ein missglückter Superboy-Klon ist und auch seine Kräfte völlig verdreht sind. So hatte er unter anderem einen Kälte-Blick, einen Hitzeatem (anstatt einen Hitzeblick und Eis-Atem). Sein Alter Ego hieß dann auch Kent Clark (anstatt Clark Kent wie Superboy (I)).
Außerdem gab es noch die folgenden „Bizarro-Charaktere“: Bizarro-„Perry White“, Bizarro-„Jimmy Olsen“, eine Bizarro-„Justice League of America“, eine Bizarro-„Legion der Superhelden“ und sogar einen Bizarro-„Ambush Bug“.
Mit der Krise der Parallelerden verschwand Htrae. Seitdem wurden zwei neu Bizarro-Versionen ins DC-Universum eingeführt.

#### Bizarro II
Der zweite Bizarro und gleichzeitig erster Post-Krisen-Bizarro hatte seinen ersten Auftritt 1986 in Man of Steel #5.
Im Comic wurde von Bizarro-Superman von Lex Luthor durch einen fehlgeschlagenen Versuch, Superman zu klonen, geschaffen. Dieser kämpfte jedoch nicht für Luthor, sondern imitierte Superman. In seinen Fähigkeiten ähnlich dem ersten Bizarro waren die Fehler beim Klonprozess für den zweiten Bizarro tödlich. Er starb bei Lex Luthors Firma Lexcorp.

#### Bizarro III
Der dritte Bizarro hatte seinen ersten Auftritt in Superman (Vol.2) #160. Er hat eine gänzlich andere Hintergrundgeschichte als die vorangegangenen zwei Bizarros: Er war eine Idee von Batmans Erzfeind Joker und wurde von Mr. Mxyzptlk ins Leben gerufen. Dieser Bizarro hält sich mittlerweile bedeutend länger im DC-Universum als der zweite Bizarro.

### Black Adam
Black Adam ist ein klassischer Captain Marvel–Gegner. Er hatte seinen ersten Auftritt 1945 in The Marvel Family #1, damals zunächst noch, von 1945 bis 1973, beim Verlag Fawcett Comics. Erst mit Ende des Rechtsstreits um Captain Marvel gingen auch die Rechte an Black Adam an DC Comics über. Geschaffen wurde die Figur von Otto Binder und C.C. Beck.
Optisch an Captain Marvel angelehnt, war Black Adam im antiken Ägypten bekannt als Teth-Adam (Mächtiger Adam), und er war der erste, den Shazam (Der Meister der Blitze) berufen hatte. Die ihm verliehenen Kräfte korrumpierten Adam, und Shazam bestrafte ihn, indem er ihn aus dem Zeitfluss entfernte. Erst zu der Zeit, da Billy Batson den Zauber Shazams erhalten hat, kehrt Adam zurück. Adam wird später der Mörder von Billys Eltern.
Black Adam hat die Fähigkeiten übermenschlicher Stärke, Geschwindigkeit und Sinneswahrnehmungen sowie annähernde Unverwundbarkeit, die Fähigkeit zu fliegen und sich mit einem magischen Blitz selbst zu heilen.

### Black Manta
Black Manta ist ein Erzfeind Aquamans. Seinen ersten Auftritt hatte Black Manta 1967 in Aquaman #35. Er wurde von Bob Haney und Nick Cardy erschaffen.
Black Mantas echter Name ist unbekannt. Er ist ein Autist. Das Experiment, das seine Wahrnehmung normalisierte, verursachte auch eine höhere Aggressivität bei ihm. Außerdem bekam er die Fähigkeit unter Wasser zu atmen, wurde übermenschlich stark und verfügt über hochtechnologisches, nicht allgemein erhältliches Equipment. Inspiriert von Aquaman nahm er die Identität eines Mantas an, einschließlich des Designs. Er gründete eine kleine private Armee und fing an, Aquaman zu bekämpfen. Er schloss sich der Verbrecher-Organisation Injustice Gang an und geht von Zeit zu Zeit eine Partnerschaft mit Orm, dem „Ocean Master“, ein.

### Blockbuster

#### Blockbuster I
Der erste Blockbuster, Mark Desmond, war ein Chemiker, der an sich selbst experimentierte. Er wurde stärker und größer, während seine Intelligenz im Gegenzug dafür in gleichem Maße abnahm. Angestiftet von seinem Bruder Roland Desmond beging Mark verschiedene Verbrechen. Seinen ersten Auftritt hatte er 1965 in Detective Comics #345. Ausgedacht wurde er von Gardner Fox und Carmine Infantino. Er war fast ausschließlich ein Antagonist Batmans und Robins, beziehungsweise später auch Nightwings.
Er verfügt über übermenschliche Stärke und Ausdauer.

#### Blockbuster II
Der zweite Blockbuster ist Roland Desmond, der Bruder des ersten Blockbusters. Seinen ersten Auftritt als Blockbuster hatte Roland Desmond 1989 in Starman #9. Als zweiter Blockbuster wurde er von Roger Stern und Tom Lyle geschaffen.
Roland wurde mit experimentellen Steroiden behandelt und wurde so zum zweiten Blockbuster. Wie sein Bruder Mark (Blockbuster I) war er zwar übermenschlich stark und hatte übermenschliche Ausdauer, jedoch hatte auch er den Intellekt eines kleinen Kindes. Er wurde davon besessen ein extrem hohes intellektuelles Niveau zu erreichen, und der Dämon Neron machte diesen Traum wahr. Somit wurde er darüber hinaus zum kriminellen Superhirn.

### Bloodsport

#### Bloodsport I
Der erste Bloodsport war der afroamerikanische Vietnam-Veteran Robert „Bobby“ DuBois. Seinen ersten Auftritt hatte er 1987 in Superman (Vol.2) #4.
Er will sich für den Vietnamkrieg rächen, nachdem er erfährt, dass sein Bruder ihn im Krieg ersetzt hat und so stark verletzt wurde, dass ihm alle vier Gliedmaßen amputiert werden mussten. Ein Handlanger Lex Luthors überzeugt Bobby davon, dass Superman sein Feind sei, und stattet ihn mit einem Teleporter und „Superpistolen“ aus, die neben normaler Munition auch Kryptonit-Geschosse abfeuern können. Als Bloodsport streift er durch die Straßen Metropolis’ und verletzt sogar Superman mit einem Kryptonit-Geschoss, bevor er zusammenbricht, als er mit seinem verkrüppelten Bruder konfrontiert wird.

#### Bloodsport II
Zum zweiten Bloodsport wurde Alex Trent. Er hatte seinen ersten Auftritt 1993 in Adventures of Superman #506.
Alex ist ein fanatischer Rassist. Er nimmt den Namen Bloodsport an, der ironischerweise zuvor von einem Afroamerikaner getragen wurde. Er verfügt über einen ähnlichen Teleporter wie der erste Bloodsport, mit dem er Waffen herbeirufen kann.
Es wurde ein Kampf mit dem ersten Bloodsport Bobby DuBois arrangiert, in dem es Alex Trent gelingt DuBois zu töten. Trent wird jedoch später in seiner Gefängnis-Zelle lebendig verbrannt.

### Brother Blood
Der Name Brother Blood bezeichnet ein Geschlecht von Bösewichten. Es tauchte zuerst 1986 in New Teen Titans Annual (Vol.2) #2 auf.
Die Tradition des Brother Blood wurde durch den zandianischen Priester Bruder Sebastian eingeleitet. Bruder Sebastian tötete vor 700 Jahren einen anderen Priester und gründete damit seine „Kirche des Blutes“. Er wurde wiederum von seinem Sohn umgebracht. Dieser Vatermord wurde in der Familie mit der Zeit zur Tradition. Die Söhne nannten sich selbst Brother Blood und wurden wiederum von ihren Nachkommen getötet, über sieben Generationen hinweg. Der achte Brother Blood dehnte die Kirche schließlich nach Amerika und damit in die USA aus und wurde dort zum Gegner der Teen Titans.
In der Fernsehserie Arrow wird Brother Blood von Kevin Alejandro dargestellt.

### Circe
Circe ist eine Zauberin und die größte Widersacherin von Wonder Woman. Ihren ersten Auftritt hatte Circe 1949 in Wonder Woman #37. Die Figur wurde von George Pérez geschaffen und basiert auf der gleichnamigen Figur aus der griechischen Mythologie, Circe.

### Conduit
Kenny Braverman ist der Superschurke Conduit. Er hatte seinen ersten Auftritt in Superman: The Man of Steel #0. Er ist hauptsächlich ein Gegner Supermans.
Kenny kam in einem im Schnee feststeckenden Auto, welches auf dem Weg ins Krankenhaus war, zur Welt. Genau zu dieser Zeit kam Superman mit einem Raumschiff in einem Meteoritenschauer auf die Erde.
Während seiner Geburt zog dieser Meteoritenschauer über ihn hinweg, wodurch er als Säugling einer hohen Dosis Kryptonitstrahlung ausgesetzt wurde. Sein Körper wurde dadurch stark angegriffen, erholte sich aber wieder und entwickelte außergewöhnliche Fähigkeiten. Er wurde ein hervorragender Athlet; weitere Fähigkeiten entwickelten sich erst später. Um sie zu kontrollieren, benötigt er einen speziellen Anzug. Er trägt auch spezielle gepanzerte Handschuhe, mit denen er Kryptonitstrahlen abfeuern kann.
Conduit gelang es Supermans Geheimidentität als Clark Kent herauszufinden.

### Damien Darhk

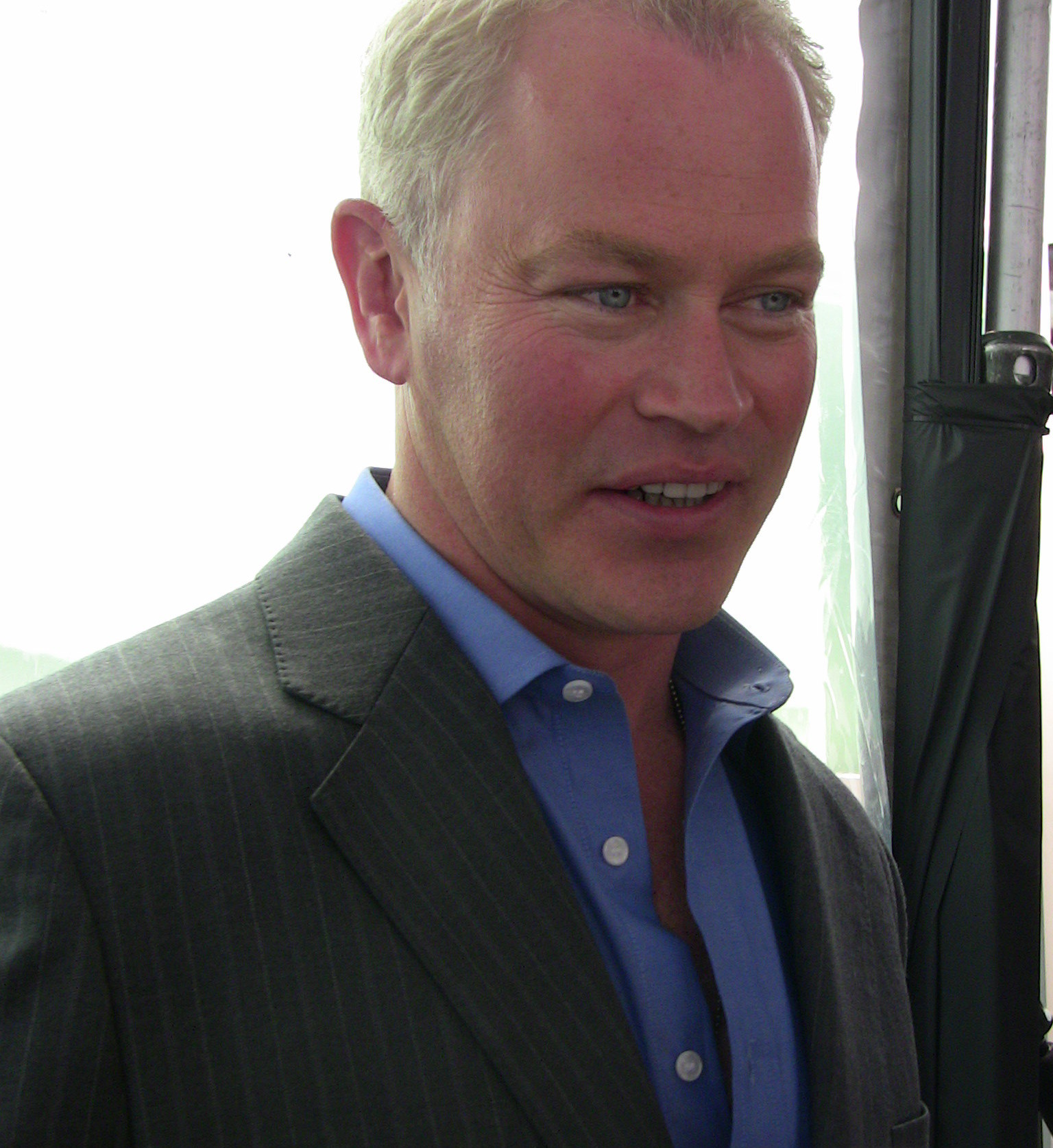
Schauspieler Neal McDonough (2009)

Damien Darhk ist ein wiederkehrender Gegner in den Serien des sog. Arrowverse (Darsteller: Neal McDonough), insbesondere in den Serien Arrow und Legends of Tomorrow.

### Deathstroke
Deathstroke, mit richtigem Namen Slade Wilson, ist ein ehemaliger Soldat, der durch ein Serum zum Übermenschen wurde. Er ist ein begabter Stratege, der in fast jeder Kampfart unschlagbar ist. Sein Markenzeichen ist eine orange-schwarze Maske. Er hat nur noch ein Auge, das rechte verlor er im Kampf. Aber er ist nicht nur ein Gegner vieler Helden, er wird auch häufig von Amanda Waller, der Chefin der Organisation ARGUS, für bestimmte Missionen ausgewählt, wobei er sich nur engagieren lässt in der Hoffnung, dass er eine Amnestie erhält. Er wurde von Waller zum Anführer der Suicide Squad, die sich aus verschiedenen Schurken zusammensetzt, ernannt. Seine Bewaffnung besteht meist aus zwei Schwertern und mehreren Schusswaffen.
Deathstroke wird in mehreren Videospielen dargestellt und ist in der Fernsehserie Arrow, in der er von Manu Bennett gespielt wird, eine der Schlüsselfiguren. In der Serie sind kleine Abweichungen von der Comicvorlage festzustellen. So ist Deathstroke in den Comics kein Gegner von Green Arrow, sondern eher von Batman oder den Teen Titans, zudem wurde ihm das Serum, das ihn zu einem Übermenschen machte, nicht auf einer einsamen Insel verabreicht, sondern in den Comics von Wissenschaftlern der US-Army.

### Joker
Der Joker ist der Erzfeind von Batman.

### Lex Luthor
Lex Luthor ist der von Jerry Siegel und Joe Shuster geschaffene Erzfeind Supermans.

### Solomon Grundy
→ Siehe Solomon Grundy

### Ultraman
Ultraman ist Supermans „negatives Spiegelbild“ von einer parallelen Erde. Nach der Krise der Parallelerden blieb seine Welt (zuvor Erde-3, nun als Erde-2 bezeichnet) neben der „normalen“ Erde (Erde-1) übrig. Ultraman hatte seinen ersten Auftritt 1964 in Justice League of America #29. Er wurde von Gardner Fox und Mike Sekowsky erdacht.
Ultramans Kräfte entsprechen zu 100 % denen von Superman, allerdings erhält er sie nicht durch die gelbe Strahlung der Sonne wie Superman, sondern durch Kryptonit, das er auf dem Mond lagert. Er nutzt seine Kräfte ausschließlich zum eigenen Vorteil und beherrscht die Erde zusammen mit dem Crime Syndicate of America (CSA, dem verbrecherischen Gegenteil zur Justice League of America), indem er die Behörden und Regierungen bedroht und korrumpiert. Er ist der meistgefürchtete Superschurke seiner Welt und hat deren Superhelden zum größten Teil getötet. Einziger Held dieser Welt ist Alexei Luthor, der vor nichts zurückschreckt, um die CSA zu vernichten und der Erde die Gerechtigkeit zurückzugeben.

## Gruppierungen

### The Authority
The Authority ist eine Gruppe der mächtigsten Superhelden des Wildstorm-Universums. The Authority ging aus dem Team Stormwatch hervor. Sie erschien das erste Mal 1999 in The Authority (Vol.1) #1, erschaffen von Autor Warren Ellis und Zeichner Bryan Hitch.
Teammitglieder waren ursprünglich Apollo, The Doctor, The Engineer, Jack Hawksmoor, Midnighter, Swift, und die Anführerin Jenny Sparks.
Nach Begegnungen mit Diktator Kaizen Gamorra, Invasionstruppen einer Parallelwelt und Gott persönlich, stirbt Jenny Sparks (der Geist des 20. Jahrhunderts), dafür nimmt die Gruppe Jenny Quantum auf, den Geist des 21. Jahrhunderts. Die teilweise drastischen Reaktionen auf Bedrohungen für Authority und die Zurschaustellung der Macht der Mitglieder beunruhigen verschiedene Länder der Welt, insbesondere die USA und Europa. Infolgedessen wird das gesamte Team durch den genetisch veränderten, mit über 1.000 Superkräften ausgestatteten Hillbilly Seth besiegt und durch die „G7-Authority“ ersetzt, eine Gruppe von Super- und Antihelden aus verschiedenen Ländern Europas. Nachdem sich The Authority aus seiner Gefangenschaft befreit und sich Seths sowie der „G7-Authority“ entledigt hat, verlassen mit der Zeit mehrere Mitglieder das Team.
Derzeit besteht die Gruppe aus The Engineer, Jack Hawksmoor, Swift, den vorherigen Stormwatch-Mitgliedern Flint, Freefall, Rainmaker und Christine Trelane sowie Deathblow, Grifter und The High.

### Doom Patrol
Die Doom Patrol ist der Titel einer Reihe von Comicveröffentlichungen und der Name einer Gruppe von Abenteurern, die aufgrund ihres Äußeren sozial geächtet sind, aber gleichzeitig „Superkräfte“ haben, mit denen sie Gutes tun.
Die Doom Patrol wurde erstmals in einer für das Comicheft My Greatest Adventure #80 vom Juni 1963 verfassten Geschichte vorgestellt. Autoren Arnold Drake und Bob Haney sowie Zeichner Bruno Premiani.

### Gerechtigkeitsliga
Die Gerechtigkeitsliga (auch: Justice League, Justice League of America oder kurz JL bzw. JLA) ist ein Team der bekanntesten und mächtigsten Superhelden des DC-Universums. Unter ihnen befinden sich Batman, Flash, Green Arrow, Green Lantern, Martian Manhunter, Plastic Man, Superman, und Wonder Woman, um die bekanntesten zu nennen.
Erstmals tauchte es 1960 im Comic The Brave and the Bold #28 auf. Erdacht wurde die Justice League of America von Gardner Fox.

### Gesellschaft für das Unrecht
Die fiktive Gesellschaft für das Unrecht (engl.: Injustice League) ist eine Gruppe von Gegnern der JLA. Erdacht wurde sie von Keith Giffen und J.M. DeMatteis. Sie tauchte erstmals im Januar 1989 in Justice League International #23 und seitdem in einer Reihe weiterer Publikationen auf.

#### Geschichte
Die Gesellschaft für das Unrecht wurde von Agamemno in Kooperation mit Lex Luthor geschaffen, um die Justice League of America zu vernichten. Hierfür wurde ihnen die Herrschaft über die Erde versprochen, denn Agamemno erhoffte sich durch die Vernichtung der JLA die Eroberung des Universums, bzw. Rückeroberung aus seiner Sicht, da sein Vater dies bis zu seiner Ermordung gewesen war – als erstes intelligentes Wesen des Universums.
Hauptwaffe der Gesellschaft war der „Brain switch“ (dt.: Hirn-Schalter), der es ihren Mitgliedern ermöglichte, ihre Gedanken mit denen der Mitglieder der Justice League zu verschmelzen und sie so zu steuern. Es fand gewissermaßen eine „Übernahme des Geistes“ statt, die Mitglieder der JLA wurden also zu ähnlich kriminellen Gedanken und Handlungen verleitet, wie die Mitglieder der Gesellschaft für das Unrecht.
Erst als es Green Lantern gelingt, durch eine Gegenwaffe, die Absorbascon, diese Geist-Übernahme zu beenden, kann der Kampf gegen die Gesellschaft wieder beginnen. Diese ist allerdings zunächst im Vorteil, da ihre Mitglieder durch die zeitweilige Inbesitznahme der Geister ihrer Gegenspieler genau über diese Bescheid wissen. Erst durch das Annehmen völlig neuer Helden-Identitäten und die Nutzung von Green Lanterns Power-Ring kann die intime Kenntnis wieder aus den Köpfen der Schurken gelöscht und die Gesellschaft für das Unrecht zurückgedrängt werden.

#### Mitglieder
In der ursprünglichen Inkarnation waren ihre Mitglieder:
- Agamemno
- Lex Luthor
- Black Manta
- Chronos (David Clinton)
- Catwoman
- Doctor Light (Arthur Light)
- Felix Faust
- Mr. Element
- Pinguin
- Sinestro

### Rat der Eulen
Der Rat der Eulen (engl. Court of Owls) ist eine Organisation, die seit der Gründung von Gotham City besteht. Zu ihren Gründern gehörten unter anderem Frederic Cobblepot, Edward Elliot, Burton Crowne und Alan Wayne (der Urgroßvater von Bruce Wayne). Seit Beginn zieht der Rat der Eulen die Fäden im Hintergrund, deshalb gehörten auch nur die Reichen und Schönen diesem Rat an. Auf Grund eines Streites wurde Alan Wayne vom Rat verstoßen, weshalb die Wayne-Familie seitdem nicht mehr involviert ist.
Der Rat der Eulen hat seine eigenen Krieger, die so genannten Talons, eine Art Untote, die sich selbst schnell heilen können und daher nur schwer zu töten sind. Der erste Talon ist William Cobb, der Urgroßvater von Dick Grayson (der erste Robin). Wäre alles nach Plan verlaufen und hätte ihn nicht Bruce Wayne adoptiert, wäre auch Dick Grayson ein Talon geworden.
Der Anführer des Rates war Lincoln March, der sich für den toten Bruder „Thomas Wayne jr.“ von Bruce Wayne hielt, das Wayne-Imperium zu übernehmen und seinen „Bruder“ zu töten versuchte. Selbst nach eigenen Nachforschungen konnte Bruce Wayne nicht zu 100 % feststellen, ob Lincoln March sein toter Bruder ist, da dieser im Endkampf verschwand.

#### In anderen Medien
Im Batman-Anime Batman versus Robin kommt der Rat der Eulen vor. Hier geht es aber größtenteils um den Einfluss eines Talons auf Robin (Damian Wayne). Auf die anderen Aspekte der Geschichte wird kein Bezug genommen. Der Rat spielt eine große Rolle in der Serie Gotham.

### Teen Titans
Die Teen Titans (später auch als The New Teen Titans, The New Titans und The Titans bekannt) sind eine Superheldengruppe bestehend aus diversen Teenagern des DC-Universums.

## Andere

### Amanda Waller
Dr. Amanda Blake Waller, auch genannt „The Wall“, ist die Anführerin einer Organisation für verdeckte Operationen namens Checkmate. Ihren ersten Auftritt hatte Amanda Waller 1986 in Legends #1. Sie wurde von John Byrne geschaffen. In der Green-Lantern-Realverfilmung aus dem Jahr 2011 hat sie auch eine Rolle und wird von Angela Bassett verkörpert.
In der Fernsehserie Arrow wird sie von Cynthia Addai-Robinson dargestellt und leitet den Geheimdienst A.R.G.U.S. Im Film Suicide Squad wird Amanda Waller von Viola Davis gespielt.

### Captain Comet
Captain Comet ist durch eine genetische Mutation dem Rest der Menschheit evolutionär 100.000 Jahre voraus. Seinen ersten Auftritt hatte er 1951 in Strange Adventures #9.

## Begleitfiguren

### Alfred Pennyworth
Alfred Pennyworth ist eine Begleitfigur aus den Batman-Comics. Sein voller Name ist Alfred Thaddeus Crane Pennyworth. Er hatte seinen ersten Auftritt 1943 in Batman #16. Er wurde vom Batman-Schöpfer Bob Kane in Zusammenarbeit mit Jerry Robinson geschaffen. Zunächst als übergewichtiger Mann in seinen ersten Auftritten dargestellt, diente später der schlanke Schauspieler William Austin – der Pennyworth in Batman und Robin (1943) spielte – als äußerliches Vorbild für die Figur.
Alfred ist der Butler von Bruce Wayne (Batman) und eine der wenigen Personen, die über das Doppelleben Bruce Waynes als nachtaktiver Verbrechensbekämpfer Bescheid wissen. Er ist somit nicht nur Angestellter, sondern auch einer der wenigen und wahrscheinlich einer der engsten Freunde von Bruce. Dies resultiert auch daraus, dass Alfred bereits bei Bruce'  Eltern in Diensten stand und ihn nach deren Ermordung aufzog (in älteren Geschichten wuchs Bruce bei seinem Onkel auf).
Im Handlungsstrang der Zeichentrickserie war Alfred in jüngeren Jahren auch für den britischen Geheimdienst tätig, was eine Erklärung für die einen oder anderen Gadgets des „Dunklen Ritters“ wäre.
In „The Untold Legend Of Batman“ erfährt Alfred das Geheimnis dagegen erst, als Robin den verletzten Batman aus der Bathöhle brachte, um von Alfred Hilfe zu bekommen.
Alfred Pennyworth hat zahlreiche Auftritte in verschiedenen Batman-Adaptionen. In der Serienadaption Pennyworth ist er der Protagonist.

### Commissioner Gordon
Commissioner James Gordon ist Gotham Citys Police Commissioner. Er ist der Chef der Polizei und ein Begleiter (und teils Unterstützer) Batmans bei dessen Kampf gegen das Verbrechen. Er kommt zu der Zeit nach Gotham City, als Bruce Waynes Eltern ermordet werden. Seine Tochter Barbara tritt auch als Batgirl auf, sein Sohn James Gordon Jr. ist ein Psychopath und Serienmörder.
In der Fernsehserie Gotham wird der Beginn seiner Karriere dargestellt.

### Doktor Arkham
Jeremiah Arkham ist der ehemalige Leiter der psychiatrischen Verwahrungsanstalt Arkham Asylum. Jeremiah Arkham war jahrzehntelang eine Nebenfigur im Batmanuniversum, der man wenig Beachtung schenkte. Dies änderte sich allerdings als Jeremiah in die Rolle von Black Mask schlüpfte. Das geschah, weil der Joker und Hugo Strange die ohnehin schon labile Psyche des Doktors so negativ beeinflussen konnten, dass er die Rolle von Black Mask annahm. Das Interessante daran ist, dass Jeremiah Arkham mit Black Mask ein Alter Ego beziehungsweise eine abgespaltene Persönlichkeit erschuf, sodass Jeremiah Arkham nichts von Black Mask wusste, dieser aber stets um seine zweite Persönlichkeit wusste und Arkham sogar als schwach bezeichnete.
Der zeitweise neue Batman (Dick Grayson) schnappte Black Mask und demaskierte ihn. Seitdem sitzt Jeremiah Arkham selbst im Arkham Asylum ein.

### Jimmy Olsen
Jimmy Olsen ist eine Begleitfigur in den Superman-Comics. Sein voller Name ist James Bartholomew Olsen. Er ist Fotograf für den „Daily Planet“ und mit Lois Lane, Clark Kent und Superman befreundet.

### Lana Lang
Lana Lang ist eine Begleitfigur in den Superman-Comics. Die Figur wurde von Bill Finger erschaffen und von John Sikela künstlerisch umgesetzt. Sie hatte ihren ersten Auftritt 1950 in Superboy #10.
Lana Lang lebt in Smallville und ist die Jugendliebe Clark Kents (Superboy I bzw. Klark Cent/Kal-El).

### Lois Lane
Lois Lane ist eine Begleitfigur in den Superman-Comics.